# Ghost Image
Ghost Image is een Amerikaanse bovennatuurlijke thriller uit 2007 onder regie van Jack Snyder. Hij schreef het verhaal samen met James Dean Schulte en Srikant Chellappa. De film had een budget van ongeveer 3.200.000,- dollar.

## Verhaal
Jennifer (Elisabeth Röhm) verloor als klein meisje haar ouders en kleine zusje Susan (Annalise Basso) tijdens een verkeersongeluk, waarin ze zelf als enige overlevende uit de auto kwam. Daarna kwam ze onder behandeling bij een psychiater vanwege hallucinaties waarin haar gehavende zusje voortdurend opdook. Met behulp van psychiatrische medicatie bouwde ze langzaam haar leven weer op en ze is inmiddels drie jaar samen met haar vaste vriend Wade (Waylon Payne). Jennifers psychiater heeft haar onlangs vanwege haar progressie van de medicijnen afgehaald. Zij en Wade zijn bevriend met de stelletjes Alicia (Stacey Dash) en Tucker (Matthew Del Negro) - zijn en haar ex - en Stan (Joel Lewis) en Brenda (Lily Rains). De zes lopen als een hecht vriendengroepje de deur bij elkaar plat en alles lijkt voorspoedig te verlopen in Jennifers leven.
Het noodlot slaat toe wanneer Jennifer 's morgens wakker wordt en een briefje van Wade vindt. Hij schrijft dat hij zijn sleutels niet kon vinden en daarom haar auto genomen heeft om op een afspraak te verschijnen, maar dat hij 's middags thuiskomt en dan een verrassing zal hebben. Wanneer er die middag echter aangebeld wordt, zijn het rechercheurs Amos (Roma Maffia) en Childers (David E. Webb). Wade heeft een auto-ongeluk gehad en is dood.
Een gebroken Jennifer sluit zich vervolgens op in haar huis en bekijkt voortdurend de filmpjes die de camera-enthousiaste Wade gedurende zijn laatste dagen maakte. Alleen wanneer ze dezelfde filmpjes opnieuw afspeelt, komen er andere beelden voor in de plaats waarin Wade het woord tot haar achter het scherm richt en vraagt wat er met hem gebeurd is. Dit gebeurt alleen wanneer Jennifer alleen kijkt en niet als ze dit aan anderen wil laten zien en de gewone opgenomen beelden te zien zijn.
De eerstvolgende keer dat inspecteurs Amos en Childers weer aankloppen, is het met een bevel tot huiszoeking. Uit onderzoek is gebleken dat Wade geen ongeluk heeft gehad, maar dat de remkabels van de auto doorgeknipt waren en er sprake is van moord. Jennifer doet haar zaak geen goed door te vertellen van de beelden waarin haar overleden vriend tegen haar praat, evenals haar zusje dat deed voor ze onder behandeling kwam. Het is daarom de vraag of Jennifer te maken heeft met een bovennatuurlijk verschijnsel of dat het trauma haar weer aan het hallucineren heeft gebracht.

## Rolverdeling
- Griff Furst - Donnell
- Daniel Byington - Priester
- Susie Wall - Dr. Quigly
- Robert Nolan Clark - De anonieme stalker

## Trivia
- Zowel regisseur Snyder (als conciërge) als schrijver Chellappa (als monteur) spelen zelf cameo-rolletjes in de film.